# Gammelbyviken, Kimitoön
Gammelbyviken är en vik i Finland. Den ligger i kommunen Kimitoön i landskapet Egentliga Finland, i den södra delen av landet, 110 km väster om huvudstaden Helsingfors.
Gammelbyviken ligger precis söder om Strömma kanal. Dalkarbybäcken utmynnar i Gammelbyviken.